# ホーマー・ヴァン・メーター
ホーマー・ヴァン・メーター（Homer Virgil Van Meter 1905-1934)は1930年代のアメリカのギャング。デリンジャーギャングに加わり複数の銀行強盗を行なった。

## 略歴

### 若い頃
1905年12月3日、インディアナ州フォートウェインで生まれた。父親は鉄道の車掌だがアルコール依存性だった。
1924年に12歳で家出しシカゴで働くが飲酒運転や窃盗を繰り返し、19歳のとき車泥棒でサウスイリノイ刑務所に入れられた。記録によると右腕に”HOPE”というタトゥーがあり梅毒に感染していたとある。
1931年2月にインディアナ州の列車強盗でペンドルトン厚生施設に入れられ、ここでジョン・デリンジャーとハリー・ピアポントと出会った。ヴァン・メーターはいつも大声で冗談ばかり言う騒々しい男だった。デリンジャーとはすぐに友人になったが、物静かなピアポントとは気が合わなかった。
やがてヴァン・メーターとピアポントの態度があまりに悪く手に負えなくなったので、2人とも同じ時期にインディアナ州刑務所に移された。9年目の1933年に仮釈放が認められた。

### デリンジャーギャング時代
仮釈放から3ヶ月後、ベビーフェイス ・ネルソンとトミー・キャロルと組んで銀行強盗を働き、翌年インディアナ州刑務所仲間のデリンジャー、ジョン"レッド"・ハミルトンらと再会し警察署からの武器強奪や銀行強盗などの重犯罪を繰り返した。
1934年4月に一味はウィスコンシン州のリトル・ボヘミア・ロッジに隠れるが捜査局に包囲された。メンバーは散り散りになり、デリンジャーとヴァン・メーターはなんとかシカゴに辿り着いた。
2人は悪徳弁護士のルイス・ピケット(Louis Phillip Piquette,54)が手配してくれたマフィアのジミー・プロバスコの家に隠れ、ここでデリンジャーと共に顔の整形手術を受けた。しかしほとんど変わっていないことに怒り狂ったヴァン・メーターは医者を殺そうとして一緒にいた仲間に押さえられた。
捜査当局の目がシカゴに向けられるのを懸念したマフィアは2人を追放し、ヴァン・メーターとデリンジャーは、5月のほとんどをシカゴ近郊の森にある小屋や赤いパネルトラックの荷台で過ごした。5月24日、イーストシカゴで職務質問してきたパトロール中の警官2名を射殺し、6月30日にインディアナ州サウスベンドのマーチャンツ国立銀行を襲った際にも警官1名を射殺、数名の通行人を負傷させるなど数々の凶悪犯罪を犯した。
7月にデリンジャーがシカゴの映画館で射殺されたと知り、ヴァン・メーターは恋人のマリー・コンフォーティとミネソタ州セントポールに逃げた。

### 最期
ヴァン・メーターは自分のシボレーを買い換えようと、1934年8月23日の夕刻、紺色の上質なスーツに麦わら帽、白いシャツにネクタイという洒落た出立ちで、地元マフィアのボスのハリー・ソウヤーと仲間のトミー・ギャノンと共に自動車ディーラーを訪れた。
しかし密告があり警察署長とトム・ブラウン刑事ら4人が5時間も前から待ち伏せしていた。商談を終えヴァン・メーターが店を出ると、刑事が現れ彼を止めた。咄嗟に自分のシボレーに向かおうとするがソウヤーとギャノンが乗り込み走り去ってしまった。
ヴァン・メーターは走って住宅地に逃げたが、50発以上の弾丸が発射され26発が命中。ある報告書には、ブラウンが最初に撃った散弾は左胸と顔面に命中し、体が地面から離れ数十センチ後ろに飛ばされたとある。銃創のほとんどが背中側にあり両手の指も何本か千切れかけており、後に遺体を見た家族は「射撃訓練の標的のようだ」と表現したという。
警察は『ヴァン・メーターは拳銃2発を発砲した。遺体から現金1,320ドルを回収した』と発表した。検死報告によると茶色の髪を黒く染め口ひげを生やし、顔にはワックスが注入されていた。指紋を酸で溶かし右腕の”HOPE”のタトゥーも切除されていた。
遺体は列車で故郷のフォートウェインに運ばれ、リンデンウッド墓地に埋葬された。遺族の希望によりメーター家の墓地から離れた区画に埋められた。

## 裏切り

### 証言
警察の発表には疑わしい点が多い。
- 4人の目撃者は「男は片手に麦わら帽子、もう片方は何も持っていなかった」と証言し、銃を握っていた証拠がない。

- 住宅地にいた女性は「道路にうつ伏せに倒れた男の背中に刑事が機関銃を連射した」と証言した。

- 彼をよく知る仲間は「いつでも逃げられるように常に1万ドル(現在の24万ドル)以上持ち歩いていたはずだ。警察が横領したのだ」とマスコミを通して訴えた。
- 5年後、ハリー・ソーヤーの部下への聞き取り調査で「ソウヤーとギャノンが警察と手を組み、ブラウン刑事は1万ドル、ギャノンはヴァン・メーターの数丁の銃を受け取った」という証言が得られた。

### 警察の汚職
当時のセントポールは汚職が蔓延しており、犯罪者にとって”安全な”街だった。デリンジャー亡きあと捜査局の目がヴァン・メーターに向けられると厄介なので、マフィアと汚職警官が共謀して彼を排除したのは十分に考えられる。
ヴァン・メーターが殺された年、FBIはブラウンら警察官4人がマフィアから賄賂を受け取っていたと発表した。（ブラウンは解雇されたが有罪にはなっていない）
恋人のマリー・コンフォーティはヴァン・メーターが死んだ次の日に、恋人を裏切った者たちに復讐したいと捜査局への協力を申し出た。犯罪者を匿った罪からは逃れられず、13ヶ月の懲役刑が言い渡された。

## 登場する作品
- "Gang Busters:Homer Van Meter" 演 - リチャード・クレイン (1952年 テレビドラマ）
- 「殺し屋ネルソン」”Baby Face Nelson”　演 - エリシャ・クック Jr.（1957年 映画）
- 『ギャング王デリンジャー』”Young Dillinger”　演 - ジョン・アシュレー（1965年 映画）

- 「デリンジャー」”Dillinger” 演 - ハリー・ディーン・スタントン （1973年 映画）

- 「FBI対ギャング・カンザスシチーの大虐殺」”THE KANSAS CITY MASSACRE”  演 - ブライオン・ジェームズ （1975年 テレビ映画）

- 「パブリック・エネミーズ」”Public Enemies”  演 - スティーブン・ドーフ (2009年 映画） ※リトル・ボヘミア・ロッジでメルヴィン・パーヴィスに射殺される